# Jean-Pierre Darchen
Jean-Pierre Darchen (* 20. Mai 1940 in Douarnenez) ist ein ehemaliger französischer Fußballspieler.

## Karriere

### Anfänge im Amateurbereich (bis 1964)
Der 171 Zentimeter große Mittelfeldspieler galt schon zu Jugendzeiten als talentiert und durfte 1956 eine Probewoche beim Profiklub Stade Rennes UC absolvieren, ohne jedoch in dessen Jugendmannschaft aufgenommen zu werden. Dennoch blieb eine Aufnahme bei diesem Verein, dem zur damaligen Zeit besten der Region Bretagne, sein angestrebtes Ziel und mit René Billon (* 1931) stand sein Cousin in den 1950er-Jahren dort unter Vertrag. Im jungen Erwachsenenalter spielte er zunächst beim Amateurklub FC Lannion, stand aber weiterhin unter Beobachtung des Klubs aus Rennes. Nachdem er seinen Militärdienst geleistet hatte, unterschrieb der inzwischen 24-Jährige einen ab Sommer 1964 gültigen Vertrag bei dem Erstligisten. Auch der Ligarivale FC Nantes und der drittklassig antretende Stade Brest hatten Interesse an einer Verpflichtung des Spielers.

### Erste Liga mit Rennes (1964–1967)
Zunächst war er in Rennes nur als Ergänzungsspieler vorgesehen und musste daher einige Monate warten, bevor er am 27. Dezember 1964 bei einer 0:1-Auswärtsniederlage gegen den FC Rouen zu seinem Erstligadebüt kam. In der nachfolgenden Zeit griff Trainer Jean Prouff gelegentlich auf ihn zurück, wobei er neben seiner Mannschaft den nationalen Pokalwettbewerb gewann, allerdings kam er nur in der 1. Runde und im Achtelfinale zum Einsatz.
Mit Beginn der Saison 1965/66 schaffte er den Durchbruch als Stammspieler und erreichte gegen Dukla Prag sein Debüt im europäischen Wettbewerb, auch wenn Rennes nach Hin- und Rückspiel gegen die Tschechoslowaken aus dem Europapokal der Pokalsieger ausschied. Darchen erlebte persönlich einen starken Start in die neue Spielzeit, was ihm eine Vornominierung für die von Henri Guérin trainierte französische Nationalelf einbrachte. Dabei blieb es allerdings, sodass er nie ein Spiel im Trikot seines Landes bestreiten konnte. Im weiteren Saisonverlauf nahm er bei Rennes verschiedene Rollen ein und übernahm in einer Reihe von Partien als Ersatz für den verletzten Jean-Claude Lavaud sogar Verantwortung als Außenverteidiger. Auch im nachfolgenden Austragungszeitraum 1966/67 spielte er regelmäßig, doch im Sommer 1967 holte der Verein eine Reihe von neuen Spielern und wollte Darchen daher abgeben. Nach 60 Erstligapartien mit acht Toren bedeutete dies seinen Abschied aus Rennes, auf den der Wechsel zum ebenfalls in der Bretagne beheimateten Zweitligisten FC Lorient folgte.

### Zweitligaspieler bei Lorient (1967–1971)
Bei Lorient handelte es sich 1967 um einen Aufsteiger aus dem Amateurbereich, der sich mit weiteren erstligaerfahrenen Akteuren – darunter den früheren Nationalspielern Roland Guillas und Mahi Khennane – verstärkt hatte. Die Mannschaft konnte sich in der zweithöchsten Spielklasse etablieren und fand sich in der Regel im Tabellenmittelfeld ein. Darchen hatte einen Stammplatz inne und leitete von 1969 an für zwei Jahre zusätzlich das Training der im Amateurbereich antretenden Reservemannschaft. 1971 kehrte er Lorient nach 110 Zweitligapartien mit elf Toren den Rücken und beendete damit zugleich im Alter von 31 Jahren seine Profilaufbahn.